# Gianfranco Bonera
Gianfranco Bonera (Porpetto (Udine), 2 april 1945) is een Italiaans voormalig motorcoureur.

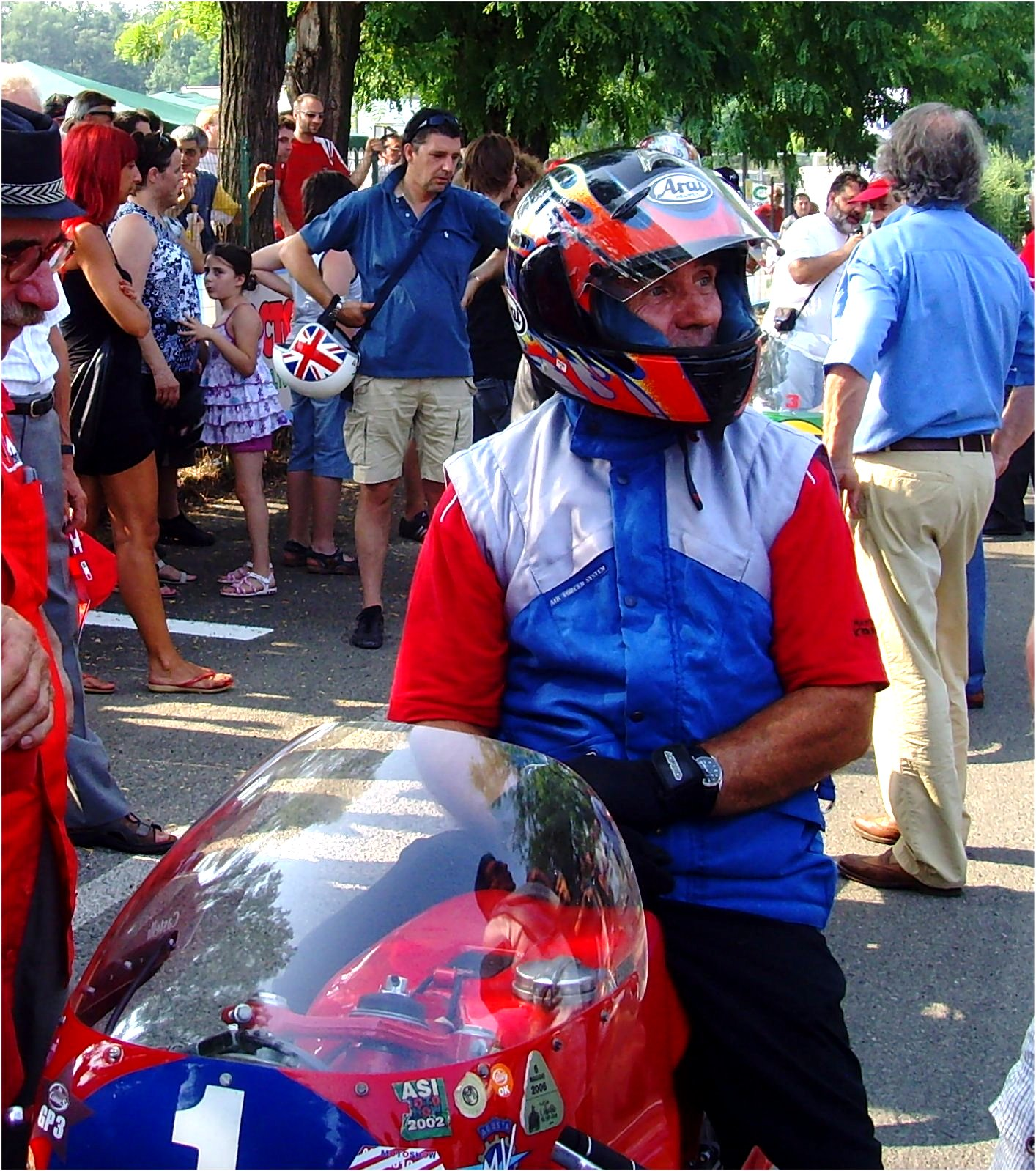
Gianfranco Bonera in 2010 met het prototype van de MV Agusta 350 6C uit 1969 tijdens de "Revival MV Agusta" in Cascina Costa

Zijn beste seizoen was dat van 1974, toen hij tweede werd in het wereldkampioenschap 500 cc. 
Gianfranco Bonera werd geboren in Porpetto, maar het gezin Bonera verhuisde al snel naar Monza. Gianfranco was een echte sportman: hij hield van skiën en was een tamelijk succesvol wielrenner. Naast motorracen hield hij ook van motorcross. Hij volgde een technische opleiding. In de jaren zeventig was hij Italiaans hoofddealer van de Yamaha-productieracers. 

## Carrière
Gianfranco Bonera had een behoorlijk palmares als wielrenner toen hij in 1971 een Aermacchi Ala d'Oro 125 aanschafte. In het Italiaanse juniorenkampioenschap werd hij achtste. Hij stapte in 1972 over naar de 500cc-klasse, nog steeds als junior, maar hij won met een Suzuki T 500 al zijn wedstrijden, waardoor promoveerde naar de seniorencategorie. 

### Harley-Davidson
In 1973 kwam de Harley-Davidson RR 350 als productieracer op de markt en Bonera schafte er meteen een aan. Hij werd er bij zijn debuut in het wereldkampioenschap wegrace in de GP der Nations 17e mee. Dit was de dramatische race waarin Renzo Pasolini en Jarno Saarinen verongelukten. Pasolini was op dat moment fabrieksrijder bij Aermacchi-Harley-Davidson. In de GP van Joegoslavië werd Bonera met zijn Suzuki T 500 derde nadat hij de tweede plaats door een tankstop was kwijtgeraakt aan Steve Ellis met een Yamaha TR 3. Daarmee reed hij zich in de kijker van Harley-Davidson, dat een opvolger voor Pasolini zocht. Bonera kreeg vanaf dat moment gedeeltelijke fabriekssteun, net als Michel Rougerie. Het Harley-team was op dat moment nog steeds niet echt op orde, daarvoor was het wegvallen van Pasolini een te grote klap geweest. Bonera werd wel met een Harley-Davidson RR 350 vierde in de GP van Tsjecho-Slowakije. Rond die tijd nam Gilberto Milani de leiding van het Harley-team in handen en werd de ontwikkeling van de watergekoelde racers voltooid.

### MV Agusta
In 1974 vertrok Giacomo Agostini van MV Agusta naar Yamaha. MV Agusta zocht een tweede rijder en Phil Read had een voorkeur voor Dieter Braun. MV Agusta zocht echter iemand die in het Italiaans kampioenschap kon rijden en koos voor Gianfranco Bonera. In het wereldkampioenschap wegrace moest Bonera Phil Read ondersteunen, maar alleen in de 500cc-klasse. De MV Agusta 350 4C kwam nauwelijks aan de start en na de GP des Nations zelfs helemaal niet meer. De 500cc-machine was aan het begin van het seizoen nog een tot 433,5 cc opgeboorde 350. Pas vanaf de Belgische Grand Prix verscheen een volwaardige 500cc-viercilinder. Vooral in de GP van Oostenrijk waren Read en Bonera oppermachtig. Bonera finishte 0,3 seconde achter Read, maar de rest van het veld had ten minste een ronde achterstand. In de GP des Nations kon Bonera niet achter Read blijven, want die kon Teuvo Länsivuori, Agostini en Barry Sheene niet bijhouden. Sheene viel en Agostini kwam zonder benzine te staan. Bonera versloeg Länsivuori met 1½ minuut voorsprong, maar bleef achter teamgenoot Read rijden, waardoor die net geen ronde achterstand opliep. Read werd desondanks derde, maar hij had ruim 2 minuten achterstand op Bonera. In de Finse Grand Prix leverden Read en Bonera een soort schijngevecht, maar het was duidelijk dat Bonera stalorders had en hij finishte 0,2 seconde achter Read, waardoor Read 500cc-wereldkampioen werd. Bonera moest in de Grand Prix van Tsjecho-Slowakije voor Länsivuori eindigen om tweede in het wereldkampioenschap te worden, maar hij startte erg slecht. Read won de race en Bonera wist via een inhaalrace waarin hij de snelste ronde reed toch tweede te worden, met minder dan 1 seconde achterstand op Read. 
In 1975 bleef Gianfranco Bonera verbonden aan MV Agusta, maar tijdens een van de Italiaanse voorjaarsraces (de Mototempora Romagnola) in Modena brak hij een been. Hij werd voorlopig vervangen door Armando Toracca. Pas eind juni keerde Bonera terug tijdens de TT van Assen. Toracca had zich niet echt aan stalorders gehouden en het Phil Read soms zelfs lastig gemaakt, en bovendien waren de MV Agusta's niet meer zo oppermachtig. Ze kregen nu tegenstand van Agostini en Länsivuori met hun Yamaha's, maar ook van Barry Sheene met de Suzuki RG 500. Bonera hielp Read waar hij kon, maar allebei vielen ze regelmatig uit en de wereldtitel ging naar Giacomo Agostini. De 350cc-racers van MV Agusta kwamen in dit jaar helemaal niet aan de start. 

### Harley-Davidson
In 1976 keerde Agostini terug naar MV Agusta, dat geen tweede rijder meer inzette. Gianfranco Bonera werd opgenomen in het team van Harley-Davidson voor de 350- en de 500cc-klasse, maar opnieuw als "tweede rijder", dit keer om steun te verlenen aan Walter Villa. Hij zou echter ook een aantal 250cc-races rijden. Villa werd wereldkampioen in de 250- en de 350cc-klassen, Gianfranco Bonera werd derde in de 250cc-klasse.

### Gallina Suzuki en Yamoto
In 1977 werd Bonera bij Harley-Davidson vervangen door Franco Uncini. Bij het Team Roberto Gallina ontstond juist een probleem toen Marco Lucchinelli overstapte naar het Team Life International. Dat werd opgelost toen Gianfranco zich als vervanger aanbood. Bij Gallina, die Suzuki RG 500's gebruikte, werd hij de teamgenoot van Virginio Ferrari. Bonera werd derde in de Finse Grand Prix en uiteindelijk zevende in de 500cc-eindstand. Aan het einde van het seizoen werd hij gecontracteerd door de Italiaanse Yamaha-importeur Yamoto, die Bonera verkoos boven Giacomo Agostini. Gianfranco Bonera eindigde in de 350cc-klasse als zevende. 
Voor Yamoto reed hij ook in de Formule 750, waarin hij in 1978 vierde werd. In de laatste jaren van zijn carrière, 1979 en 1980, reed Gianfranco als privérijder met verschillende machines. 
Na het seizoen 1980 beëindigde hij zijn carrière. 

## Wereldkampioenschap wegrace resultaten
(Races in vet zijn pole-positions; races in cursief geven de snelste ronde aan)
| Jaar | Klasse | Team                     | Motorfiets                     | 1       | 2            | 3       | 4            | 5          | 6          | 7       | 8       | 9       | 10      | 11      | 12      | 13    | Punten | Plaats | Overwinningen |
| ---- | ------ | ------------------------ | ------------------------------ | ------- | ------------ | ------- | ------------ | ---------- | ---------- | ------- | ------- | ------- | ------- | ------- | ------- | ----- | ------ | ------ | ------------- |
| 1973 | 350 cc | Privé en Harley-Davidson | Harley-Davidson RR 350         | FRA -   | OOS -        | DUI -   | NAT 17       | IOM -      | JOE -      | NED DNF |         | TSL 4   | ZWE -   | FIN -   | SPA -   |       | 8      | 23e    | 0             |
| 1973 | 500 cc | Privé                    | Suzuki T 500                   | FRA -   | OOS -        | DUI -   | NAT afgelast | IOM -      | JOE 3      | NED -   | BEL -   | TSL DNF | ZWE -   | FIN -   | SPA DNF |       | 10     | 19e    | 0             |
| 1974 | 350 cc | MV Agusta                | MV Agusta 350 4C               | FRA -   | DUI -        | OOS -   | NAT -        | IOM boycot | NED DNF    |         | ZWE -   | FIN -   |         | JOE -   | SPA -   |       | 0      | -      | 0             |
| 1974 | 500 cc | MV Agusta                | MV Agusta 500 4C               | FRA 3   | DUI boycot   | OOS 2   | NAT 1        | IOM boycot | NED 4      | BEL 10  | ZWE 4   | FIN 2   | TSL 2   |         |         |       | 69     | 2e     | 1             |
| 1975 | 500 cc | MV Agusta                | MV Agusta 500 4C               | FRA -   |              | OOS -   | DUI -        | NAT -      | IOM boycot | NED 6   | BEL DNF | ZWE 4   | FIN DNF | TSL -   |         |       | 13     | 15e    | 0             |
| 1976 | 250 cc | Harley-Davidson          | Harley-Davidson RR 250         | FRA 2   |              | NAT DNF | JOE 7        | IOM boycot | NED 4      | BEL 5   | ZWE 3   | FIN 3   | TSL 2   | DUI -   | SPA 1   |       | 61     | 3e     | 1             |
| 1976 | 350 cc | Harley-Davidson          | Harley-Davidson RR 350         | FRA DNQ | OOS 10       | NAT DNF | JOE -        | IOM boycot | NED DNF    |         |         | FIN -   | TSL 7   | DUI 3   | SPA DNF |       | 15     | 16e    | 0             |
| 1976 | 500 cc | Harley-Davidson          | Harley-Davidson RR 500         | FRA -   | OOS -        | NAT -   | JOE -        | IOM boycot | NED DNF    | BEL -   | ZWE -   | FIN -   | TSL -   | DUI -   | SPA -   |       | 0      | -      | 0             |
| 1977 | 350 cc | Privé                    | Yamaha TZ 350                  | VEN -   | OOS afgelast | DUI -   | NAT DNQ      | SPA -      | FRA -      | JOE DNF | NED -   |         | ZWE -   | FIN -   | TSL -   | GBR - | 0      | -      | 0             |
| 1977 | 500 cc | Gallina Nava Olio-FIAT   | Suzuki RG 500                  | VEN DNF | OOS -        | DUI 12  | NAT DNF      |            | FRA 4      |         | NED DNF | BEL DNF | ZWE 6   | FIN 3   | TSL 5   | GBR 4 | 37     | 6e     | 0             |
| 1978 | 350 cc | Yamoto                   | Yamaha TZ 350                  | VEN 8   |              | OOS 10  | FRA 14       | NAT 14     | NED 2      |         | ZWE -   | FIN -   | GBR 5   | DUI 8   | TSL -   | JOE 2 | 37     | 7e     | 0             |
| 1978 | 500 cc | Privé                    | Suzuki RG 500                  |         | VEN -        | SPA -   | OOS 9        | FRA 22     | NAT -      | NED 13  | BEL -   | ZWE -   | FIN -   | GBR DNF | DUI 12  |       | 2      | 26e    | 0             |
| 1979 | 350 cc | Privé                    | Yamaha TZ 350                  | VEN -   | OOS DNF      | DUI DNF | NAT DNF      | SPA -      | JOE 10     | NED 10  |         |         | FIN -   | GBR DNF | TSL -   | FRA - | 2      | 36e    | 0             |
| 1980 | 500 cc | Privé                    | Yamaha TZ 500 en Suzuki RG 500 | NAT 12  | SPA -        | FRA 17  |              | NED -      | BEL DNF    | FIN -   | GBR -   |         | DUI -   |         |         |       | 0      | -      | 0             |